# منتخب تنزانيا لاتحاد الرغبي
منتخب تنزانيا الوطني لاتحاد الرغبي (بالإنجليزية: Tanzania national rugby union team)‏ هو ممثل تنزانيا الرسمي في المنافسات الدولية في اتحاد الرغبي .